# Gadis Arivia
Gadis Arivia (née le 8 septembre 1964) est une philosophe féministe, professeure, chercheuse et activiste indonésienne. Pendant sa carrière d'enseignante de philosophie à l'université d'Indonésie, elle fonde Jurnal Perempuan (id), le premier journal féministe indonésien, en 1996. Elle est arrêtée en 1998 pour son activisme contre l'augmentation du prix du lait.

## Biographie
Arivia naît à New Delhi, en Inde, en 1964. Fille d'un diplomate indonésien, elle passe l'essentiel de son enfance à l'étranger : après son enfance en Inde, elle vit en Éthiopie puis en Hongrie, où elle étudie à la British Embassy School de Budapest. Après avoir étudié un moment en Indonésie, elle termine le lycée au lycée McLean de McLean, en Virginie, pendant que son père travaille à Washington D.C..
Après le lycée, elle s'inscrit à l'université d'Indonésie et y obtient un diplôme de philosophie. C'est en parallèle de ces études qu'elle commence à s'intéresser au féminisme. Elle lit plusieurs ouvrages sur le sujet, incluant les écrits de sa professeure, Toeti Heraty, et le livre de Barbara Smith All the Women Are White, All the Blacks Are Men, But Some of Us Are Brave: Black Women's Studies. Elle devient enseignante à l'université d'Indonésie en 1991 et est responsable du cours inaugural de Doctrines Féministes avant de s'inscrire à l'École des hautes études en sciences sociales en 1992. Deux ans plus tard, elle reçoit un DEA de psychologie sociale.
À son retour en Indonésie, Arivia reprend son activité d'enseignement. Remarquant la difficulté d'accès aux écrits féministes dans son pays, et espérant mieux protéger les minorités en les démocratisant, elle commence à travailler sur le premier journal féministe du pays, avec le soutien d'Ida Dhanny, Asikin Arif et Toeti Heraty. Elle crée la Fondation Jurnal Perempuan en 1995, et inaugure le Jurnal Perempuan (littéralement "Journal des Femmes") l'année suivante. Krishna Sen, de l'université d'Australie-occidentale, le qualifie de "premier journal indonésien de la théorie féministe". Le journal manque de fonds, et pendant huit ans, Arivia ne touche aucun salaire pour son travail.
Pendant la crise économique asiatique, Arivia fait partie des manifestations contre l'augmentation du prix du lait. Le 23 février 1998, elle rejoint une vingtaine d'autres femmes devant l'Hôtel Indonesia pour une marche organisée par Jurnal Perempuan et soutenue par Suara Ibu Peduli ("La Voix des Mères Aimantes"), une association dont elle fait partie. Les manifestantes prient, chantent, distribuent des fleurs et appellent à l'émancipation des femmes pour résoudre la crise. Arivia et deux autres femmes, l'astronome Karlina Leksono Supelli et la militante Wilasih Noviana, sont arrêtées. Elles sont toutes les trois relâchées, recevant le soutien du grand public.
En 2002, Arivia obtient son doctorat de philosophie. Sa thèse, "Dekonstruksi Filsafat Barat, Menuju Filsafat Berperspektif Feminis" ("Déconstruire la philosophie occidentale et construire une perspective féministe de la philosophie") est publiée l'année suivante sous le nom Filsafat Berperspektif Feminis (perspective féministe de la philosophie).
En 2009, Arivia publie le recueil de poèmes Yang Sakral dan yang Sekuler (Le sacré et le profane).